# زحافة منخرية
الزحافة المنخرية (الاسم العلمي:†Mycterosaurus) هي جنس منقرضة من الحيوانات تتبع فصيلة ورلية العيون من رتبة البليكوصوريات.